# Netivej Jisra'el

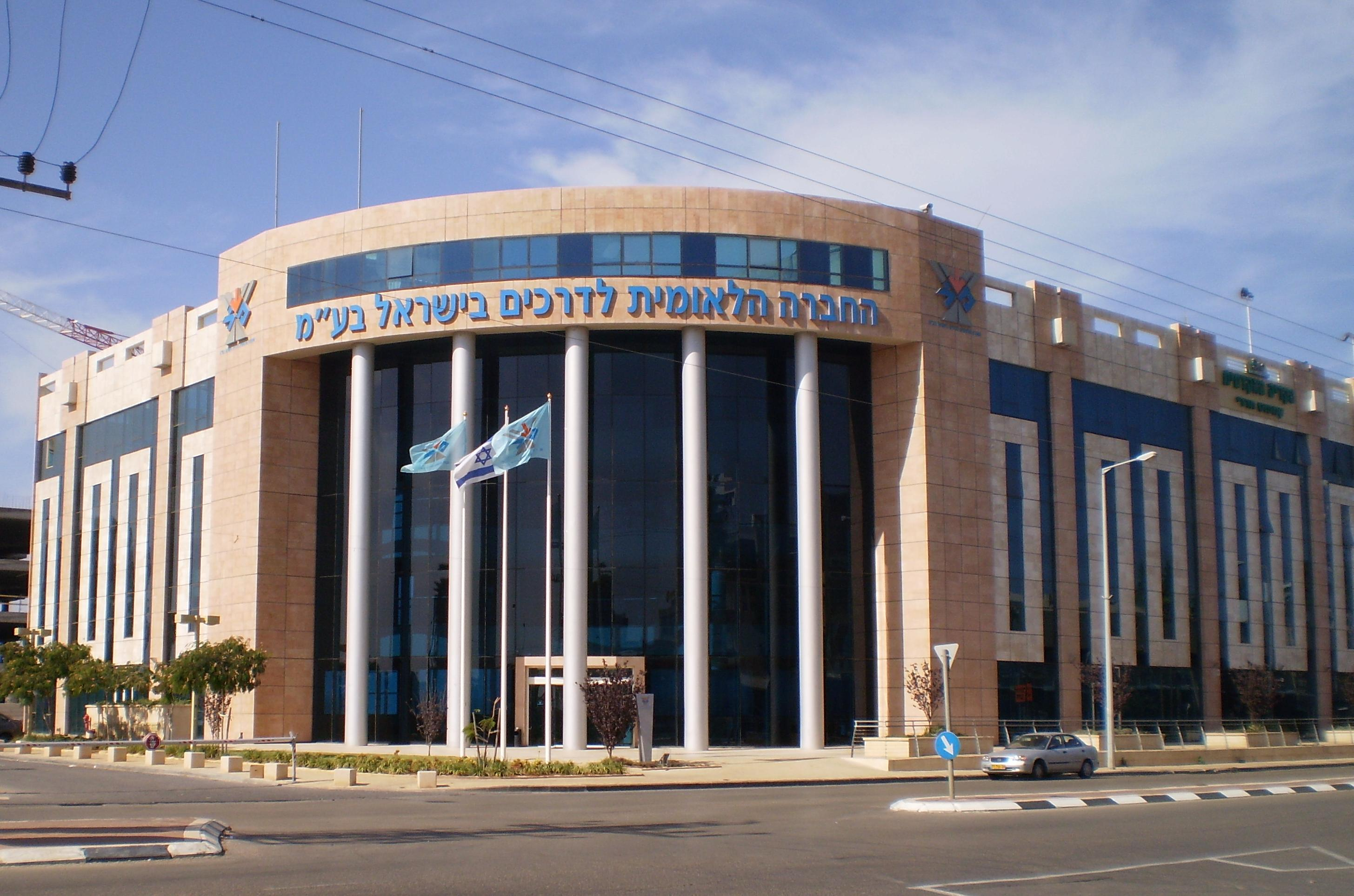
Sídlo společnosti ve městě Or Jehuda.

Netivej Jisra'el (hebrejsky נתיבי ישראל‎, plným názvem נתיבי ישראל - החברה הלאומית לתשתיות תחבורה‎, Netivej Jisra'el ha-chevra ha-le'umit le-taštijot tachbura, doslova Izraelské cesty, národní společnost pro rozvoj dopravní infrastruktury) je státem vlastněná společnost, jejímž úkolem je příprava výstavby silniční (i jiné dopravní) infrastruktury v Izraeli a její následná údržba.

## Historie a profil společnosti
Navazuje na starší organizace tohoto typu. Už od roku 1921 existovalo v tehdejší mandátní Palestině oddělení veřejných prací, které plánovalo budování silnic. Až do roku 2003 fungovala tato organizace coby vládní úřad státu Izrael. Toho roku došlo k organizačnímu oddělení, které mělo reflektovat potřebu vyšší manažerské profesionality. Vznikla samostatná společnost (byť kontrolovaná vládou), nazvaná Národní společnost pro izraelské silnice (ha-Chevra ha-le'umit li-drachim be-Jisra'el, החברה הלאומית לדרכים בישראל‎). Ta následně v roce 2012 získala své nynější jméno. Firma se zabývá plánováním a zadáváním výstavby silničních a železničních staveb v řádu desítek miliard šekelů.